# Káhirská deklarace lidských práv v islámu
Káhirská deklarace lidských práv v islámu je deklarace přijatá v roce 1990 v Káhiře členskými státy Organizace islámské spolupráce. Je reakcí na Všeobecnou deklaraci lidských práv přijatou v roce 1948, kterou muslimské země vnímaly jako příliš západní, a definuje islámské představy o lidských právech v kontextu šaríi, islámského právního systému.

## Kritika
Zastánci Všeobecné deklarace je Káhirská deklarace kritizována zejména pro nábožensky jednostranný pohled, kdy se řada bodů deklarace přímo odkazuje na šaríu a závěrečné dva body 24. a 25. ji výslovně uvádí jako autoritu a jediný zdroj pro výklad či vysvětlení jednotlivých bodů deklarace. Fakticky tak Káhirská deklarace oproti Všeobecné deklaraci spíše omezuje než podporuje například rovnost mužů a žen, svobodu vyznání nebo svobodu projevu.
Adama Dieng z Mezinárodního výboru právníků deklaraci odsoudil, neboť podle něj ohrožuje mezikulturní konsenzus ohledně lidských práv a podporuje diskriminaci žen a nemuslimů.